# 安迪梅什克
安迪梅什克（波斯語：‎）是伊朗的城市，位於該國西部，由胡齊斯坦省負責管轄，海拔高度146米，2006年人口119,422。1986年11月25日，150架伊拉克戰機對安迪梅什克發動空襲。